# Kang Keqing

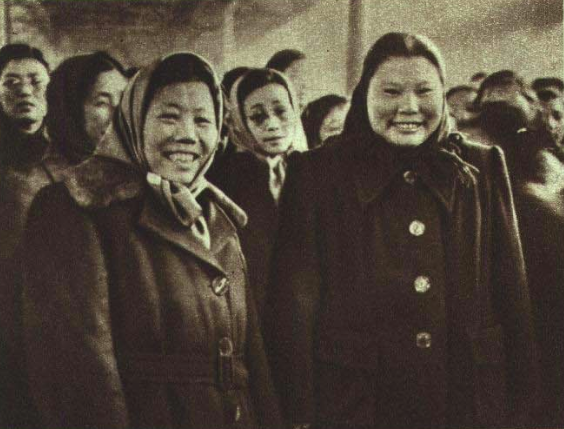
Kang Keqing (à droite) en 1952 à la Convention internationale pour la protection des enfants.

Kang Keqing, née le 7 septembre 1911 dans le xian de Wan'an et morte le 22 avril 1992 à Pékin, est une militaire et une femme politique chinoise. Elle est par ailleurs l'épouse de Zhu De le fondateur de l'Armée rouge chinoise.

## Biographie
Kang Keqing, née en 1911, est la fille d’un pêcheur pauvre qui a abandonné six de ses sept enfants. Elle est adoptée par des paysans qui négligent son instruction et la font travailler dans les champs avec l'ensemble de la famille.
À l'âge de 15 ans, elle a rejoint la Ligue de la jeunesse communiste, et un an plus tard, elle s'enfuit de sa famille adoptive et d'un mariage qu'ils avaient arrangé pour elle. Elle s'est réfugiée à Jinggangshan, une base pour les guérilleros communistes qui combattaient les forces nationalistes menées par Chiang Kai-shek. En 1929, elle a épousé, dans le Jinggangshan, Zhu De, le commandant des forces communistes. Elle adhère au Parti communiste chinois en 1930. Kang Keqing va suivre une carrière militaire parallèle à celle de son mari. Dans un premier temps elle est affectée au centre de commandement de l’Armée rouge. Puis elle prend la tête d’un détachement féminin. À partir de 1933 elle suit des formations à l’Université de l’Armée rouge, à l'issue de ces études, jusqu’à la fin de 1934, elle dirige l’action des troupes au front. C'est une des rares militaires femmes à avoir commandé des troupes de l’Armée rouge. Quand les nationalistes ont attaqué la base en 1934, elle a rejoint la Longue Marche, le voyage long et dangereux à pied à travers la majeure partie de la Chine vers une nouvelle base dans le nord-ouest du pays. Ce déplacement a duré plus d'une année, et a donné aux participants une aura de prestige qu'ils ont portée pour le reste de leurs vies
,.
Après la victoire communiste en 1949, Kang Keqing est devenue une dirigeante de la Fédération nationale des femmes de Chine et est entrée au Congrès national du peuple. De 1977 à 1985, elle a été membre du Comité central du Parti communiste.
Kang Keqing n'a pas participé aux luttes de pouvoir politiques, mais elle apparait périodiquement pour saluer les enfants ou pour féliciter la Fédération des femmes pour ses diverses réalisations. L'agence de presse Chine Nouvelle n'a pas mentionné ses funérailles lors de sa mort en 1992.